# Гобеља (локалитет)
Гобеља је локалитет у режиму заштите I степена, површине 140ha, на Малој Гобењи (1.845 м.н.в.) који обухвата изворишну челенку Гобељске реке и простире се од лучно извијеног гребена на линији Оштри крш — Велика Гобеља — Мала Гобеља до корита Гобељске реке.
Локалитет захвата појас 1.500—1.900 м.н.в., где су видљиви трагови глацијације. Локалитет је један од дивљих предела Копаоника. Овде је и једино налазиште Рунолиста на Копаонику. Подручје изграђују ободни делови гранодиоритског масива и контактно-метаморфисане стене: корнити, мермерисани кречљаци, калкшисти и скарнови. Разноврсност рељефа и различити микроклиматски фактори условили су богатство биљних заједница на овом локалитету. Издвајају се шумске заједнице смрче (Piceetum abietis typicum), шума субалпске смрче, субалпска вегетација клеке и боровнице са смрчом (Piceo subalpinae-Vaccinio-Juniperetum), као и мозаично распоређене жбунасте заједнице, заједнице ливада, пашњака и камењара.